# Glochidielarv
Glochidielarv är det första larvstadiet hos sötvattenslevande musslor inom överfamiljen Unionacea, som består av familjerna Margaritiferidae, Mytelidae och Unionidae.
Musslans befruktade ägg utvecklas först under flera veckor i fickor på honornas gälar till att bli glochidielarver. Dessa larver är mindre än en millimeter långa och liknar små musslor. Mycket synkroniserat sprutar honorna ut ett mycket stort antal larver, hos vissa arter mellan 1 och 4 miljoner stycken, under en period av 1 till 2 dagar. Det är mycket troligt att temperatur eller någon annan förändring i musslornas miljö indikerar för honorna när larverna kan släppas fria .
För att utvecklas vidare måste glochidielarverna genomgå ett parasitiskt stadium, oftast i gälarna på en fisk. Det är mycket få larver som överlever, nästan alla larver sveps med av strömmen och dör..Som frisimmande hålls skalet isär på glochidielarverna tills de stöter på ett passande värddjur. Skalet slår då igen på djurets gälfilament, men det förekommer också att de fäster vid fenor eller på skinnet. En cysta bildas snabbt runt larven och där stannar sedan larven i veckor eller månader och drar näring från fiskens blodomlopp. Många arter växer till sig på detta sätt till nästa vår då de faller av sitt värddjur som en juvenil mussla som gräver ned sig i sediment.
I Sverige förekommer detta larvstadium hos släktet Unio och hos dammusslor av släktena Anodonta och Pseudanodonta, där den senare omfattar flodpärlmussla.